# Uspinjača
Uspinjača je vrsta žičare kod koje se vozila vuku pomoću jednog ili više užeta po posebno uređenoj trasi na uzbrdici, a vozila se kreću na kotačima različitih izvedbi koja su prilagođena trasi. Radi se o posebno prilagođenim tračničkim vozilima.

## Poveznice
- Zagrebačka uspinjača
- Žaliakalnska uspinjača

## Galerija
- Monongahela Incline, Pittsburgh, Pennsylvania
- Chongqing, Kina
- Budimpešta
- Fribourg, Švicarska
- Haifa, Izrael
- Penang, Kina
- Johnstown Inclined Plane, Pennsylvania
- Pariz
- Valparaiso, Čile
- Bergen, Norveška
- Saltburn, UK

## Vanjske poveznice
|  | Zajednički poslužitelj ima stranicu o temi Uspinjača    |
|  | Zajednički poslužitelj ima još gradiva o temi Uspinjače |

- Uspinjača Hrvatska tehnička enciklopedija, portal hrvatske tehničke baštine. LZMK